# اندازه (ریاضیات)

به زبان ساده، وقتی می گوییم اندازه خاصیت یکنوایی دارد بدین معناست که اگر زیر مجموعه ای از باشد، اندازه کوچکتر مساوی اندازه خواهد بود. به علاوه، اندازه مجموعه تهی باید برابر صفر باشد.

در آنالیز ریاضی، اندازه (به انگلیسی: Measure) روی مجموعه راهی نظام مند است برای این که به هر زیر مجموعه مناسب از آن مجموعه عددی نسبت داده شود، این عدد به طور شهودی به اندازه آن مجموعه تفسیر می گردد. بدین طریق، اندازه تعمیم مفاهیمی چون طول، مساحت و حجم می باشد. یک مثال خاص از اندازه، اندازه لبگ روی فضای اقلیدسی است که همان طول، مساحت و حجم معمولی هندسه اقلیدسی است که به زیرمجموعه های مناسبی از فضای اقلیدسی n-بعدی {\displaystyle \mathbb {R} ^{n}} نسبت می دهد. به عنوان مثال، اندازه لبگ بازه {\displaystyle [0,1]} در اعداد حقیقی همان طولی است که در کاربردهای روزمره جهان واقعی استفاده می شد، در اینجا اندازه بازه مورد نظر ۱ است.
به زبان فنی تر، یک اندازه تابعی است که عدد نامنفی یا {\displaystyle +\infty } را به برخی از زیرمجموعه های یک مجموعه چون {\displaystyle X} نسبت می دهد (به بخش تعریف که در ادامه می آید توجه کنید). این تابع باید جمعی شمارا باشد: یعنی اندازه یک زیر مجموعه 'بزرگ' که قابل تجزیه به تعداد متناهی (یا شمارا نامتناهی) از زیرمجموعه های مجزای 'کوچک' باشد برابر با جمع اندازه های زیرمجموعه های "کوچکتر" است.
در کل، اگر کسی بخواهد اندازه ای سازگار با هر زیرمجموعه از یک مجموعه داده شده نسبت دهد، در حالی که هم زمان این عمل اصول موضوعه های دیگر یک اندازه را نیز ارضاء کند، صرفاً به مثال های بدیهی چون اندازه شمارشی می رسد. این مشکل با تعریف اندازه بر روی برخی از زیر گردایه از تمام زیر مجموعه ها حل شد؛ زیرمجموعه هایی که به آن اندازه پذیر گویند و برای تشکیل یک {\displaystyle \sigma }-جبر لازم است. این بدان معناست که اجتماع شمارا، اشتراک شمارا و متمم گیری زیرمجموعه های اندازه پذیر هم اندازه پذیر است. مجموعه های غیر-اندازه پذیر در یک فضای اقلیدسی که نتوان به طور سازگار رویشان اندازه لبگ تعریف کرد لزوماً پیچیدگی دارند، بدین معنا که با متمم های خود به خوبی مخلوط نمی‌شوند. در حقیقت وجود چنین مجموعه هایی پیامد نا-بدیهی از اصل انتخاب است.
نظریه اندازه در مراحل پیاپی و پشت سر هم طی قرون ۱۹ و ۲۰ میلادی توسط امیل بورل، هنری لبگ، یوهان رادون و موریس فرشه و دیگران توسعه یافت. کاربرد های اصلی اندازه ها در تأسیس بنیان انتگرال لبگ، در اصول موضوعه ای کردن نظریه احتمالات و در نظریه ارگودیک می باشد. در نظریه انتگرال گیری، تعیین اندازه امکان می دهد تا انتگرال ها را روی فضاهایی کلی تر از زیرمجموعه های فضای اقلیدسی تعریف کنیم؛ به علاوه، انتگرال نسبت به اندازه لبگ روی فضاهای اقلیدسی کلی تر است و نظریه غنی تری نسبت به نظریه پیشین، یعنی انتگرال ریمانی دارد. نظریه احتمال اندازه هایی را در نظر می گیرد که به تمام مجموعه اندازه ۱ را نسبت داده و زیرمجموعه های اندازه پذیر را به عنوان رویدادهایی در نظر می گیرد که احتمالشان توسط اندازه داده شده است. نظریه ارگودیک اندازه هایی را مد نظر قرار می دهد که تحت یک سیستم دینامیکی ناوردا بوده یا به طور طبیعی از چنین سیستم‌هایی ظهور می کنند.

## تعریف

خاصیت جمعی شمارای اندازه : اندازه اجتماع مجزای شمارا، همان جمع اندازه تمام هرکدام ازین زیر مجموعه‌ها است.

فرض کنید {\displaystyle X} یک مجموعه و {\displaystyle \Sigma } یک {\displaystyle \sigma }-جبر روی {\displaystyle X} باشد. تابعی چون {\displaystyle \mu } از {\displaystyle \Sigma } به خط اعداد حقیقی توسعه یافته را اندازه گویند اگر در خواص زیر صدق کند:
- نا-منفی بودن: برای تمام {\displaystyle E} ها در {\displaystyle \Sigma }، داریم {\displaystyle \mu (E)\geq 0}.
- مجموعه تهی: {\displaystyle \mu (\varnothing )=0}.
- جمع‌پذیر شمارا (یا {\displaystyle \sigma }-جمع‌پذیر): برای تمام گردایه های شمارایی چون {\displaystyle \{E_{i}\}_{i=1}^{\infty }} از مجموعه های مجزای درون {\displaystyle \Sigma } داریم:

## اندازه بیرونی
با داشتن مجموعه {\textstyle X}، مجموعه تمام زیر مجموعه های {\textstyle X} شامل مجموعه تهی {\textstyle \varnothing }را با {\textstyle 2^{X}}  نشان می دهیم . یک اندازه بیرونی یا خارجی روی {\textstyle X}  ، یک تابع مجموعه ای
{\displaystyle \mu :2^{X}\to [0,\infty ]}
به گونه ای که :
1. {\displaystyle \mu (\varnothing )=0}
2. برای زیر مجموعه های دلخواه {\textstyle A,B_{1},B_{2},\ldots } از {\textstyle X} ،

{\displaystyle {\text{if}}A\subseteq \bigcup _{j=1}^{\infty }B_{j}{\text{then}}\mu (A)\leq \sum _{j=1}^{\infty }\mu (A_{i}).}باید توجه کرد که نیاز به هیچ ظرافتی در مورد جمع بی شمار در این تعریف نیست. از آنجایی که تمام {\textstyle \mu (A_{i})} ها همگی نا منفی هستند، حاصل جمع سمت راست نامساوی نیز نا منفی خواهد بود و مقداری از صفر تا بینهایت {\textstyle [0,\infty ]}خواهد داشت .

### یک تعریف معادل و جایگزین:
در بعضی از مراجع مانند Halmos (1950)، به جای تعریف بالا، یک اندازه بیرونی روی مجموعه {\textstyle X} یک تابع{\displaystyle \mu :2^{X}\to [0,\infty ]}تعریف می شود به گونه ای که :
1. {\displaystyle \mu (\varnothing )=0}.
2. اگر {\textstyle A,B} زیر مجموعه هایی از {\textstyle X} باشند به گونه ای که {\textstyle A\subseteq B}، آنگاه {\textstyle \mu (A)\leq \mu (B)}.

## μ(⋃j=1∞Bj)≤∑j=1∞μ(Bj).{\displaystyle \mu \left(\bigcup _{j=1}^{\infty }B_{j}\right)\leq \sum _{j=1}^{\infty }\mu (B_{j}).}منابع
1. ↑  «اندازه» [ریاضی] هم‌ارزِ «measure»؛ منبع: گروه واژه‌گزینی. دفتر سوم. فرهنگ واژه‌های مصوب فرهنگستان. تهران: انتشارات فرهنگستان زبان و ادب فارسی. شابک ۹۶۴-۷۵۳۱-۵۰-۸ (ذیل سرواژهٔ اندازه)
2. ↑  Halmos, Paul (1950), Measure theory, Van Nostrand and Co.

- مشارکت‌کنندگان ویکی‌پدیا. «Measure (Mathematics)». در دانشنامهٔ ویکی‌پدیای انگلیسی، بازبینی‌شده در ۲۴ ژوئیه ۲۰۱۹.

## کتابشناسی
- Robert G. Bartle (1995) The Elements of Integration and Lebesgue Measure, Wiley Interscience.
- Bauer, H. (2001), Measure and Integration Theory, Berlin: de Gruyter, ISBN 978-3110167191
- Bear, H.S. (2001), A Primer of Lebesgue Integration, San Diego: Academic Press, ISBN 978-0120839711
- Bogachev, V. I. (2006), Measure theory, Berlin: Springer, ISBN 978-3540345138
- Bourbaki, Nicolas (2004), Integration I, Springer Verlag, ISBN 3-540-41129-1 Chapter III.
- R. M. Dudley, 2002. Real Analysis and Probability. Cambridge University Press.
- Folland, Gerald B. (1999), Real Analysis: Modern Techniques and Their Applications, John Wiley and Sons, ISBN 0471317160 Second edition.
- D. H. Fremlin, 2000. Measure Theory. Torres Fremlin.
- Jech, Thomas (2003), Set Theory: The Third Millennium Edition, Revised and Expanded, Springer Verlag, ISBN 3-540-44085-2
- R. Duncan Luce and Louis Narens (1987). "measurement, theory of," The New Palgrave: A Dictionary of Economics, v. 3, pp. 428–32.
- M. E. Munroe, 1953. Introduction to Measure and Integration. Addison Wesley.
- K. P. S. Bhaskara Rao and M. Bhaskara Rao (1983), Theory of Charges: A Study of Finitely Additive Measures, London: Academic Press, pp. x + 315, ISBN 0-12-095780-9
- Shilov, G. E., and Gurevich, B. L., 1978. Integral, Measure, and Derivative: A Unified Approach, Richard A. Silverman, trans. Dover Publications. شابک ‎۰−۴۸۶−۶۳۵۱۹−۸. Emphasizes the Daniell integral.
- Teschl, Gerald, Topics in Real and Functional Analysis, (lecture notes)
- Tao, Terence (2011). An Introduction to Measure Theory. Providence, R.I.: American Mathematical Society. ISBN 9780821869192.
- Weaver, Nik (2013). Measure Theory and Functional Analysis. World Scientific. ISBN 9789814508568.